# Albuca schinzii
Albuca schinzii är en sparrisväxtart som beskrevs av John Gilbert Baker. Albuca schinzii ingår i släktet Albuca och familjen sparrisväxter.
Artens utbredningsområde är Namibia. Inga underarter finns listade i Catalogue of Life.